# Villacourt
Villacourt là một xã trong vùng Grand Est, thuộc tỉnh Meurthe-et-Moselle, quận Lunéville, tổng Bayon. Tọa độ địa lý của xã là 48° 27' vĩ độ bắc, 06° 21' kinh độ đông. Villacourt nằm trên độ cao trung bình là 360 mét trên mực nước biển, có điểm thấp nhất là 254 mét và điểm cao nhất là 359 mét. Xã có diện tích 14,10 km², dân số vào thời điểm 1999 là 458 người; mật độ dân số là 32 người/km².

## Thông tin nhân khẩu
| 1962 | 1968 | 1975 | 1982 | 1990 | 1999 |
| ---- | ---- | ---- | ---- | ---- | ---- |
| 440  | 440  | 389  | 407  | 411  | 458  |